# Gallager Carbine

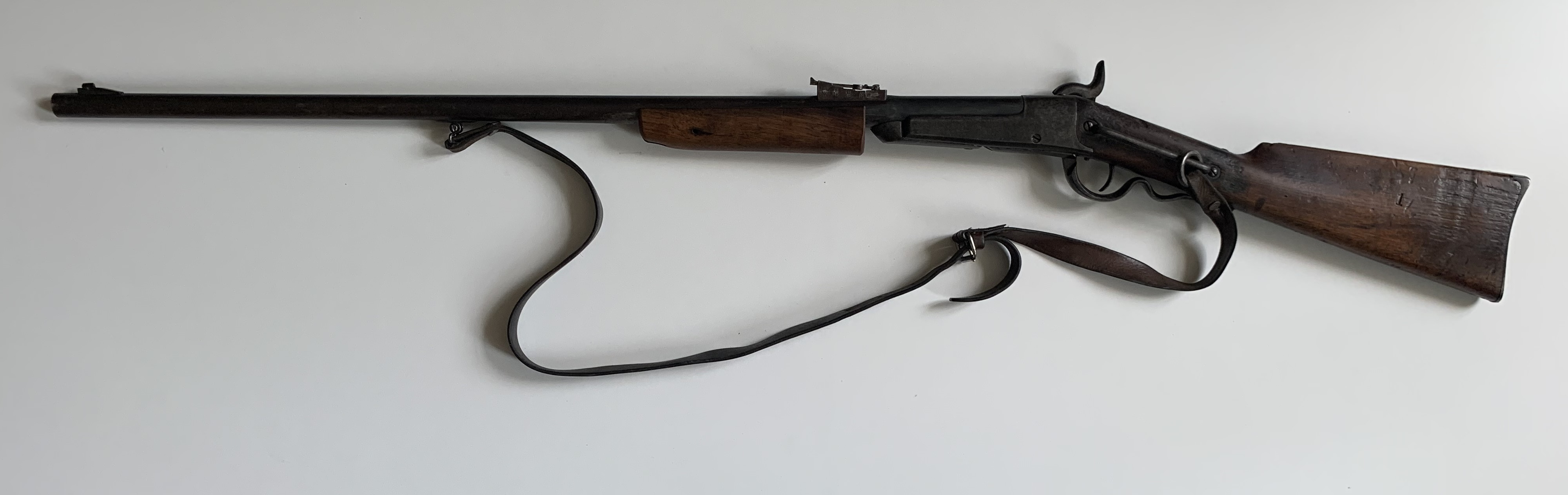
Gallager Carbine

Gallager Carbine ist ein Schwarzpulverhinterlader aus dem Amerikanischen Bürgerkrieg.
Konstruiert wurde die Waffe von Mahlon J. Gallager aus South Carolina. Die Firma Richardson and Overman in Philadelphia erwarb die Rechte für den Bau der Waffe. Am 31. August 1861 wurden die ersten Karabiner an die US Army verkauft, nachdem zuvor ein Jagdgewehr mit längerem Lauf im Kaliber .44 in sehr geringen Stückzahlen gebaut wurde.
Technisch war es der Übergang vom Vorder- zum Hinterlader. Er wurde von hinten durch den abgekippten Lauf geladen. Verwendet wurden drei verschiedene Patronen die Geschoss und Treibladung enthielten. Gezündet wurde noch, wie bei Vorderladern üblich, mit einem Zündhütchen, das außen auf den Piston aufgesetzt wurde. Die Patronen hatten hinten ein kleines Loch, auf das von innen ein kleines dünnes Papierblättchen gelegt wurde, so dass kein Pulver herausrieseln konnte. Die Waffe wurde im Kaliber 0,525″ mit einem 22″-Lauf gebaut.
Mit mehr als 8 Millionen Stück war die erste Patronenvariante am meisten verbreitet. Sie bestand aus gewickelter Messingfolie und einer Papierummantelung. In weit geringeren Stückzahlen wurden auch eine Patrone aus tiefgezogenem Messing und eine aus gewickelter Eisenfolie mit Papierummantelung verwendet. Alle drei Patronen besaßen konstruktionsbedingt keinen Rand, da der Patronenboden ballig geformt war. Eine Rille, die das Ausziehen erleichterte, fehlte, diese ist bei den Ladehülsen aus Messing zu finden, wie sie der deutsche Hersteller Erma für seine Replik des Gallager Carbine im Kaliber .54 mitlieferte.
Das Gewehr war, obwohl es stark verbreitet war, bei den Soldaten nicht beliebt. Häufig ließen sich die Hülsen expansionsbedingt nicht einfach aus dem Patronenlager herausziehen – ganz zu schweigen von der Tatsache, dass sie sehr heiß wurden –, die Soldaten mussten diese mühselig mit einem Messer entfernen. Der Karabiner war vornehmlich als Waffe für aufgesessene Kavalleristen gedacht, die Handhabung war dafür alles andere als ideal. Trotzdem war es eine wegweisende Entwicklung, da der Karabiner aus sehr wenigen Teilen bestand, die mit wenigen Ausnahmen nur geringe Anforderungen an die Herstellungsprozesse und Maschinen stellte. Von mehr als 23.000 gefertigten Exemplaren kaufte die US Army während des Bürgerkrieges insgesamt 22.728 Stück.
Gegen Ende des Krieges wurden einige Exemplare für die Verwendung von Randfeuerpatronen Spencer 56-52 aptiert bzw. so neu gefertigt. Diese Karabiner wurden z. B. zur Zeit des Deutsch-Französischen Krieges an Frankreich geliefert.
Nach dem Bürgerkrieg waren Adaptionen auf die Randfeuerpatrone .44 Henry oder das Glattbohren zur Verwendung als Schrotflinte üblich.